# Scopula syriacaria
Scopula syriacaria är en fjärilsart som beskrevs av Culot 1918. Scopula syriacaria ingår i släktet Scopula och familjen mätare. Inga underarter finns listade.